# Brendan Christian
Brendan Christian, född den 11 december 1983, är en antiguansk barbudansk friidrottare som tävlar i kortdistanslöpning. 
Christians genombrott kom när han blev silvermedaljör vid junior-VM 2002 på 200 meter, efter Usain Bolt. 
Han deltog även vid Olympiska sommarspelen 2004 där han blev utslagen i kvartsfinalen på 200 meter. Han var i semifinal vid såväl Samväldesspelen 2006, VM 2007 och Olympiska sommarspelen 2008. Vid IAAF World Athletics Final 2008 blev han bronsmedaljör på 200 meter.
Han deltog vid VM 2009 i Berlin men blev utslagen i semifinalen på 200 meter. Han avslutade även friidrottsåret 2009 på samma sätt som 2008 nämligen att sluta tre vid IAAF World Athletics Final.

## Personliga rekord
- 100 meter - 10,09 från 2009
- 200 meter - 20,12 från 2008